# Volta Ciclista a Catalunya 2011
La Volta Ciclista a Catalunya 2011, novantunesima edizione della corsa e valevole come quinta prova dell'UCI World Tour 2011, si svolse in sette tappe dal 21 al 27 marzo 2011, per un percorso totale di 1 235,4 km. Inizialmente la corsa fu vinta dallo spagnolo della Saxo Bank-Sungard Alberto Contador, che concluse in 29h24'42". Successivamente, lo spagnolo fu squalificato per doping, e la vittoria assegnata all'italiano Michele Scarponi, secondo nella classifica generale, che si vide attribuire anche il successo nella terza tappa.

## Tappe
| Tappa  | Data     | Percorso                           | km      | Vincitore di tappa                | Leader cl. generale               |
| ------ | -------- | ---------------------------------- | ------- | --------------------------------- | --------------------------------- |
| 1ª     | 21 marzo | Lloret de Mar > Lloret de Mar      | 166,9   | Gatis Smukulis                    | Gatis Smukulis                    |
| 2ª     | 22 marzo | Santa Coloma de Farners > Banyoles | 169,3   | Alessandro Petacchi               | Gatis Smukulis                    |
| 3ª     | 23 marzo | La Vall d'en Bas > Andorra         | 189,4   | Alberto Contador Michele Scarponi | Alberto Contador Levi Leipheimer  |
| 4ª     | 24 marzo | La Seu d'Urgell > El Vendrell      | 195     | Manuel Cardoso                    | Alberto Contador Levi Leipheimer  |
| 5ª     | 25 marzo | El Vendrell > Tarragona            | 205,8   | Samuel Dumoulin                   | Alberto Contador Levi Leipheimer  |
| 6ª     | 26 marzo | Tarragona > Mollet del Vallès      | 184,5   | José Joaquín Rojas                | Alberto Contador Levi Leipheimer  |
| 7ª     | 27 marzo | Parets del Vallès > Barcellona     | 124,5   | Samuel Dumoulin                   | Alberto Contador Michele Scarponi |
| Totale | Totale   | Totale                             | 1 235,4 |                                   |                                   |

## Squadre e corridori partecipanti
Al via si sono presentate ventiquattro squadre ciclistiche, tra le quali tutte le diciotto squadre con licenza da "UCI ProTeam". Le altre sei squadre - Geox-TMC, Andalucía-Caja Granada, Cofidis, Caja Rural, Colombia es Pasión e CCC Polsat - rientrano nella fascia "UCI Professional Continental Team".
| N.      | Cod. | Squadra               |
| ------- | ---- | --------------------- |
| 1-8     | KAT  | Katusha Team          |
| 11-18   | SBS  | Saxo Bank-Sungard     |
| 21-28   | LEO  | Team Leopard-Trek     |
| 31-38   | MOV  | Movistar Team         |
| 41-48   | LIQ  | Liquigas-Cannondale   |
| 51-58   | BMC  | BMC Racing Team       |
| 61-68   | EUS  | Euskaltel-Euskadi     |
| 71-78   | RAB  | Rabobank Cycling Team |
| 81-88   | ALM  | AG2R La Mondiale      |
| 91-98   | THR  | HTC-Highroad          |
| 101-108 | LAM  | Lampre-ISD            |
| 111-118 | OLO  | Omega Pharma-Lotto    |

| N.      | Cod. | Squadra                       |
| ------- | ---- | ----------------------------- |
| 121-126 | AST  | Pro Team Astana               |
| 131-138 | QST  | Quickstep Cycling Team        |
| 141-148 | SKY  | Sky Procycling                |
| 151-158 | GRM  | Team Garmin-Cervélo           |
| 161-168 | RSH  | Team RadioShack               |
| 171-178 | VCD  | Vacansoleil-DCM               |
| 181-188 | GEO  | Geox-TMC                      |
| 191-198 | ACG  | Andalucía-Caja Granada        |
| 201-208 | COF  | Cofidis                       |
| 211-218 | CJR  | Caja Rural                    |
| 211-218 | CEP  | Colombia es Pasión-Café de C. |
| 211-218 | CCC  | CCC-Polsat-Polkowice          |

## Dettagli delle tappe

### 1ª tappa
- 21 marzo: Lloret de Mar > Lloret de Mar – 166,9 km

Risultati
| Pos. | Corridore           | Squadra       | Tempo    |
| ---- | ------------------- | ------------- | -------- |
| 1    | Gatis Smukulis      | HTC-Highroad  | 4h08'48" |
| 2    | Alessandro Petacchi | Lampre-ISD    | a 28"    |
| 3    | José Joaquín Rojas  | Movistar Team | s.t.     |

| Pos. | Corridore           | Squadra       | Tempo    |
| ---- | ------------------- | ------------- | -------- |
| 1    | Gatis Smukulis      | HTC-Highroad  | 4h08'48" |
| 2    | Alessandro Petacchi | Lampre-ISD    | a 28"    |
| 3    | José Joaquín Rojas  | Movistar Team | s.t.     |

### 2ª tappa
- 22 marzo: Santa Coloma de Farners > Banyoles – 169,3 km

Risultati
| Pos. | Corridore           | Squadra       | Tempo    |
| ---- | ------------------- | ------------- | -------- |
| 1    | Alessandro Petacchi | Lampre-ISD    | 4h11'08" |
| 2    | José Joaquín Rojas  | Movistar Team | s.t.     |
| 3    | Manuel Cardoso      | RadioShack    | s.t.     |

| Pos. | Corridore           | Squadra       | Tempo    |
| ---- | ------------------- | ------------- | -------- |
| 1    | Gatis Smukulis      | HTC-Highroad  | 8h19'56" |
| 2    | Alessandro Petacchi | Lampre-ISD    | a 28"    |
| 3    | José Joaquín Rojas  | Movistar Team | s.t.     |

### 3ª tappa
- 23 marzo: La Vall d'en Bas > Andorra – 189,4 km

Risultati
| Pos. | Corridore        | Squadra    | Tempo    |
| ---- | ---------------- | ---------- | -------- |
| SQ   | Alberto Contador | Saxo Bank  | 4h45'31" |
| 1    | Michele Scarponi | Lampre-ISD | 4h45'54" |
| 2    | Levi Leipheimer  | RadioShack | s.t.     |

| Pos. | Corridore        | Squadra    | Tempo     |
| ---- | ---------------- | ---------- | --------- |
| SQ   | Alberto Contador | Saxo Bank  | 14h18'43" |
| 1    | Levi Leipheimer  | RadioShack | 14h19'06" |
| 2    | Michele Scarponi | Lampre-ISD | s.t.      |

### 4ª tappa
- 24 marzo: La Seu d'Urgell > El Vendrell – 195 km

Risultati
| Pos. | Corridore          | Squadra       | Tempo    |
| ---- | ------------------ | ------------- | -------- |
| 1    | Manuel Cardoso     | RadioShack    | 4h33'02" |
| 2    | Giacomo Nizzolo    | Leopard-Trek  | s.t.     |
| 3    | José Joaquín Rojas | Movistar Team | s.t.     |

| Pos. | Corridore        | Squadra    | Tempo     |
| ---- | ---------------- | ---------- | --------- |
| SQ   | Alberto Contador | Saxo Bank  | 17h38'57" |
| 1    | Levi Leipheimer  | RadioShack | 17h39'20" |
| 2    | Michele Scarponi | Lampre-ISD | s.t.      |

### 5ª tappa
- 25 marzo: El Vendrell > Tarragona – 205,8 km

Risultati
| Pos. | Corridore          | Squadra       | Tempo    |
| ---- | ------------------ | ------------- | -------- |
| 1    | Samuel Dumoulin    | Cofidis       | 4h49'31" |
| 2    | José Joaquín Rojas | Movistar Team | s.t.     |
| 3    | Rubén Pérez        | Euskaltel     | s.t.     |

| Pos. | Corridore        | Squadra    | Tempo     |
| ---- | ---------------- | ---------- | --------- |
| SQ   | Alberto Contador | Saxo Bank  | 22h28'28" |
| 1    | Levi Leipheimer  | RadioShack | 22h28'51" |
| 2    | Michele Scarponi | Lampre-ISD | s.t.      |

### 6ª tappa
- 26 marzo: Tarragona > Mollet del Vallès – 184,5 km

Risultati
| Pos. | Corridore          | Squadra       | Tempo    |
| ---- | ------------------ | ------------- | -------- |
| 1    | José Joaquín Rojas | Movistar Team | 4h22'19" |
| 2    | Manuel Cardoso     | RadioShack    | s.t.     |
| 3    | Samuel Dumoulin    | Cofidis       | s.t.     |

| Pos. | Corridore        | Squadra    | Tempo     |
| ---- | ---------------- | ---------- | --------- |
| SQ   | Alberto Contador | Saxo Bank  | 26h50'47" |
| 1    | Levi Leipheimer  | RadioShack | 26h51'10" |
| 2    | Michele Scarponi | Lampre-ISD | s.t.      |

### 7ª tappa
- 27 marzo: Parets del Vallès > Barcellona – 124,5 km

Risultati
| Pos. | Corridore       | Squadra        | Tempo    |
| ---- | --------------- | -------------- | -------- |
| 1    | Samuel Dumoulin | Cofidis        | 2h33'55" |
| 2    | Rigoberto Urán  | Sky Procycling | s.t.     |
| 3    | Kenny Dehaes    | Omega Pharma   | s.t.     |

| Pos. | Corridore        | Squadra   | Tempo     |
| ---- | ---------------- | --------- | --------- |
| SQ   | Alberto Contador | Saxo Bank | 29h24'42" |
| 1    | Michele Scarponi | Lampre    | 29h25'05" |
| 2    | Daniel Martin    | Garmin    | a 12"     |

## Evoluzione delle classifiche
| Tappa              | Vincitore                         | Classifica generale               | Classifica scalatori            | Classifica sprint | Classifica squadre |
| ------------------ | --------------------------------- | --------------------------------- | ------------------------------- | ----------------- | ------------------ |
| 1ª                 | Gatis Smukulis                    | Gatis Smukulis                    | Gatis Smukulis                  | Ben Gastauer      | HTC-Highroad       |
| 2ª                 | Alessandro Petacchi               | Gatis Smukulis                    | Julián Sánchez                  | Rubén Pérez       | HTC-Highroad       |
| 3ª                 | Alberto Contador Michele Scarponi | Alberto Contador Levi Leipheimer  | Alberto Contador Nairo Quintana | Rubén Pérez       | Team RadioShack    |
| 4ª                 | Manuel Cardoso                    | Alberto Contador Levi Leipheimer  | Alberto Contador Nairo Quintana | Rubén Pérez       | Team RadioShack    |
| 5ª                 | Samuel Dumoulin                   | Alberto Contador Levi Leipheimer  | Nairo Quintana                  | Rubén Pérez       | Team RadioShack    |
| 6ª                 | José Joaquín Rojas                | Alberto Contador Levi Leipheimer  | Nairo Quintana                  | Rubén Pérez       | Team RadioShack    |
| 7ª                 | Samuel Dumoulin                   | Alberto Contador Michele Scarponi | Nairo Quintana                  | Rubén Pérez       | Team RadioShack    |
| Classifiche finali | Classifiche finali                | Alberto Contador Michele Scarponi | Nairo Quintana                  | Rubén Pérez       | Team RadioShack    |

## Classifiche finali

### Classifica generale
| Pos. | Corridore          | Squadra        | Tempo     |
| ---- | ------------------ | -------------- | --------- |
| SQ   | Alberto Contador   | Saxo Bank      | 29h24'42" |
| 1    | Michele Scarponi   | Lampre         | 29h25'05" |
| 2    | Daniel Martin      | Garmin         | a 12"     |
| 3    | Christopher Horner | RadioShack     | s.t.      |
| 4    | Rigoberto Urán     | Sky Procycling | a 15"     |
| 5    | Xavier Tondó       | Movistar Team  | s.t.      |
| 6    | Ivan Basso         | Liquigas       | s.t.      |
| 7    | Cadel Evans        | BMC            | a 27"     |
| 8    | Kevin Seeldraeyers | Quickstep      | a 49"     |
| 9    | Bauke Mollema      | Rabobank       | s.t.      |
| 10   | Blel Kadri         | AG2R La Mon.   | s.t.      |

### Classifica scalatori
| Pos. | Corridore         | Squadra    | Punti |
| ---- | ----------------- | ---------- | ----- |
| 1    | Nairo Quintana    | Colombia   | 47    |
| SQ   | Alberto Contador  | Saxo Bank  | 42    |
| 2    | Steven Kruijswijk | Rabobank   | 41    |
| 3    | Julián Sánchez    | Caja Rural | 39    |
| 4    | Michele Scarponi  | Lampre-ISD | 37    |

### Classifica sprint
| Pos. | Corridore            | Squadra      | Punti |
| ---- | -------------------- | ------------ | ----- |
| 1    | Rubén Pérez          | Euskaltel    | 18    |
| 2    | José Vicente Toribio | Andalucia    | 11    |
| 3    | Ben Gastauer         | AG2R La Mon. | 5     |
| 4    | Gatis Smukulis       | HTC-Highroad | 4     |
| 5    | Sébastien Minard     | AG2R La Mon. | 4     |

### Classifica squadre
| Pos. | Squadra               | Tempo     |
| ---- | --------------------- | --------- |
| 1    | Team RadioShack       | 88h16'16" |
| 2    | Rabobank Cycling Team | a 1'26"   |
| 3    | Sky Procycling        | a 2'30"   |
| 4    | Movistar Team         | a 2'49"   |
| 5    | Euskaltel-Euskadi     | a 4'17"   |

## Punteggi UCI
| Pos. | Corridore           | Squadra        | Punti |
| ---- | ------------------- | -------------- | ----- |
| 1    | Michele Scarponi    | Lampre-ISD     | 106   |
| 2    | Daniel Martin       | Garmin         | 83    |
| 3    | Christopher Horner  | RadioShack     | 72    |
| 4    | Rigoberto Urán      | Sky Procycling | 65    |
| 5    | Xavier Tondó        | Movistar Team  | 50    |
| 6    | Ivan Basso          | Liquigas       | 40    |
| 7    | Cadel Evans         | BMC            | 30    |
| 8    | Kevin Seeldraeyers  | Quickstep      | 20    |
| 9    | José Joaquín Rojas  | Movistar Team  | 19    |
| 10   | Manuel Cardoso      | RadioShack     | 13    |
| 11   | Alessandro Petacchi | Lampre-ISD     | 10    |
| 12   | Bauke Mollema       | Rabobank       | 10    |
| 13   | Gatis Smukulis      | HTC-Highroad   | 6     |
| 14   | Giacomo Nizzolo     | Leopard-Trek   | 4     |
| 15   | Levi Leipheimer     | RadioShack     | 4     |
| 16   | Blel Kadri          | AG2R La Mon.   | 4     |
| 17   | Rubén Pérez         | Euskaltel      | 2     |
| 18   | Kenny Dehaes        | Omega Pharma   | 2     |
| 19   | Jan Bakelants       | Omega Pharma   | 1     |
| 20   | František Raboň     | HTC-Highroad   | 1     |
| 21   | Michał Gołaś        | Vacansoleil    | 1     |

| Pos. | Squadra                | Punti |
| ---- | ---------------------- | ----- |
| 1    | Lampre-ISD             | 116   |
| 2    | Team RadioShack        | 89    |
| 3    | Team Garmin-Cervélo    | 83    |
| 4    | Movistar Team          | 69    |
| 5    | Sky Procycling         | 65    |
| 6    | Liquigas-Cannondale    | 40    |
| 7    | BMC Racing Team        | 30    |
| 8    | Quickstep Cycling Team | 20    |
| 9    | Rabobank Cycling Team  | 10    |
| 11   | HTC-Highroad           | 7     |
| 12   | Team Leopard-Trek      | 4     |
| 13   | AG2R La Mondiale       | 4     |
| 14   | Omega Pharma-Lotto     | 3     |
| 15   | Euskaltel-Euskadi      | 2     |
| 16   | Vacansoleil-DCM        | 1     |

| Pos. | Nazione     | Punti |
| ---- | ----------- | ----- |
| 1    | Italia      | 170   |
| 2    | Irlanda     | 83    |
| 3    | Stati Uniti | 76    |
| 4    | Spagna      | 71    |
| 5    | Colombia    | 65    |
| 6    | Australia   | 30    |
| 7    | Belgio      | 23    |
| 8    | Portogallo  | 13    |
| 8    | Paesi Bassi | 10    |
| 9    | Lettonia    | 6     |
| 10   | Francia     | 4     |
| 11   | Rep. Ceca   | 1     |
| 12   | Polonia     | 1     |